# Κ-Cígnids
Els κ-Cígnids o kappa-cígnids són una pluja de meteors menor que té lloc durant l'agost, juntament amb els Perseids, una pluja de meteors major. Els k-Cígnids s'anomenen així pel seu radiant, ja que es troba a la constel·lació del cigne, més concretament a κ-Cygni, una estrella de la constel·lació.